# Трифулчево
Трифулчево (грч. Τριφύλλι, Трифили) је насељено место у општини Пела у периферији Средишња Македонија, Грчка. Према попису из 2021. године био је 391 становник.
Српски географ Боривоје Милојевић, 1920. године наводи да је у Трифулчеву било 15 кућа Рома муслимана и 5 кућа Словена хришћана. Године 1924. ромско становништво је принудно исељено у Турску а на њихово место су насељене грчке избегличке породице, укупно 215 особа. На попису из 1991. године Трифулчево је имало 543 становника, од чега су апсолутна већина били Грци.